# Wally Moes
Wilhelmina Walburga "Wally" Moes (Amsterdam, 16 oktober 1856 – Laren NH, 6 november 1918) was een Nederlands kunstschilder.
Moes ging in 1873 naar de Academie voor Beeldende kunsten in haar woonplaats. Daar ontmoette zij onder de weinige vrouwelijke studenten van de academie Arina Hugenholtz. In Düsseldorf raakte ze bevriend met Thérèse Schwartze. In 1884 vestigde Moes zich in Laren. Daar woonde ze een jaar met studiegenoot Etha Fles in de villa van Neuhuys aan de Naarderstraat. Daarna woonde ze in een pand aan de Atelierweg. Deze staatnaam werd later gewijzigd in de Wally Moesweg. Het huis staat er nog en heet nu "Klein Lindenhof" (Oude Naarderweg 8).
Moes maakte deel uit van de Larense School. Omstreeks 1870 ontdekten schilders Het Gooi. Jozef Israëls was een van de eersten die Laren als inspiratiebron koos. Daarna volgden Hein Kever, Albert Neuhuys, Anton Mauve, Ferdinand Hart Nibbrig, en vele anderen. Zij legden "binnenhuisjes" maar ook het dorpsleven en het landschap vast. Na de komst van de Gooische Stoomtram in 1882, raakte het dorp uit zijn isolement. Stedelingen lieten villa's bouwen tussen de boerderijen en het dorp werd meer dan voorheen bezocht door dagjesmensen. Moes verbleef aanvankelijk in Hotel Hamdorff, later in een annex bij haar atelier en ten slotte in een aangepaste woning.

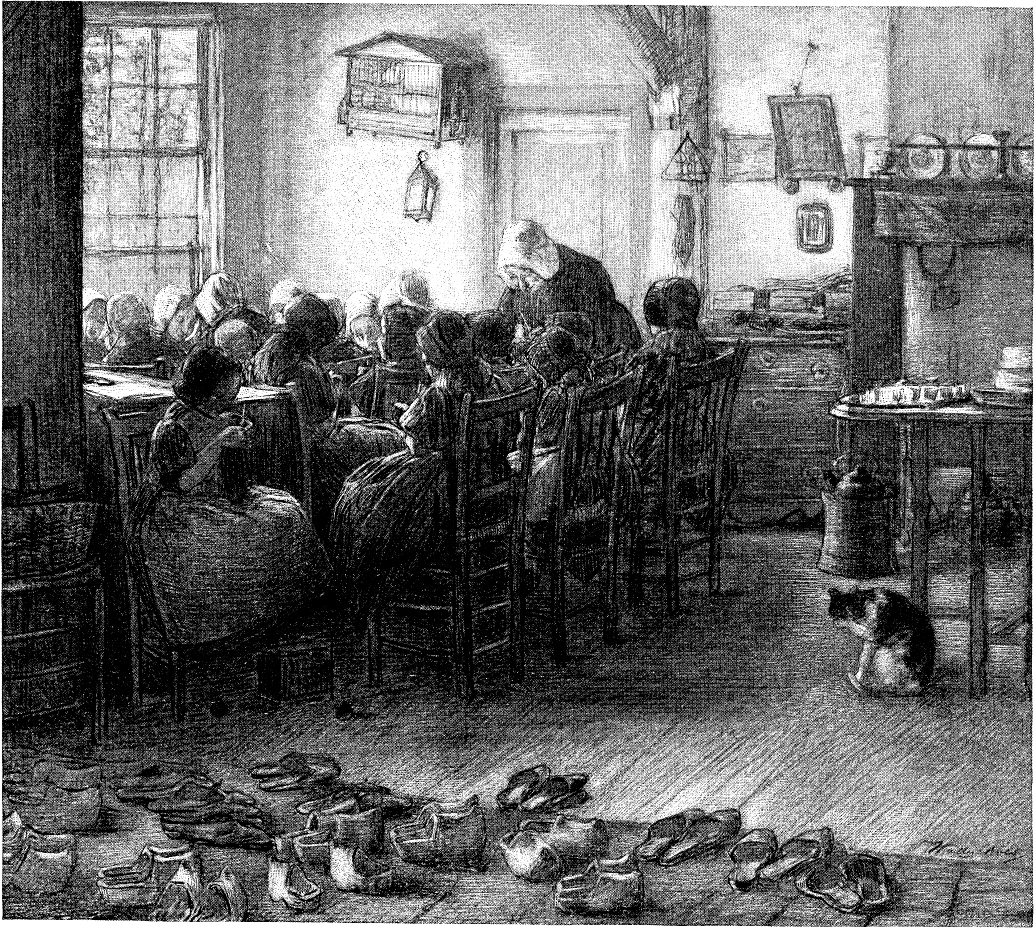
Tekening van een naaischool (1898)

Het oeuvre van Wally Moes varieert van de realistische romantiek tot uiterst zoet romantisch werk. Vaak schildert ze Larense taferelen. Het kleurgebruik loopt uiteen van uiterst fel, vrolijk en zoet tot ingetogen en somber. Behalve aan tekenen, schilderen en etsen wijdt zij zich ook aan het schrijven. Eind 19e eeuw kreeg zij reuma waarna het schilderen steeds problematischer werd. Moes begon met het schrijven van verhalen. In 1911 verscheen haar eerste verhalenbundel, Larensche Dorpsvertellingen, en in 1916 verscheen haar autobiografie Heilig ongeduld. Moes overleed drie weken na haar 62e verjaardag en werd begraven op de algemene begraafplaats van het St. Janskerkhof te Laren. De schilder Jan Veth, die haar veel had geholpen, hield een grafrede.
Wally Moes schreef over Laren:
"De bevolking leefde voor een groot deel van weven en spinnen, in fabrieken en thuis. Het ongezonde bedrijf dat zo mooi om te schilderen was, veroorzaakte veel tering en bijna in elke familie waanzin en idiotisme. De armoede was groot, de onwetendheid ongelooflijk kras, waarin de geestelijkheid geen verandering mocht te brengen. Vele kinderen gingen zelden of nooit naar school en vele volwassenen konden lezen noch schrijven. Zo leefden deze weerlozen voort, voornamelijk in afwachting van hel, hemel of vagevuur en zonder in het minst te beseffen dat een mensenlot anders kan zijn".
Over Hotel Hamdorff schreef zij:
"In het logement aan de Brink ging het genoeglijk toe. Het werd gehouden door de oude weduwe Hamdorff, bijgestaan door haar dochtertje Leentje en een zoon, de later zo bekende Jan Hamdorff. Hoe koud, ongerieflijk en primitief het logement ook was, wij vonden het aller-prettigst. De familie Hamdorff had een bepaalde voorliefde voor schilders, die zij iets dichter als andere gasten bij zich voelden staan. Wij aten altijd aan een tafel apart, maar dat was meer omdat wij eigenlijk niet gerekend werden bij de dames en heren te horen."
- Biografisch Portaal: 11071244
- Digitale Bibliotheek voor de Nederlandse Letteren: moes001
- Gemeinsame Normdatei: 1053275358
- International Standard Name Identifier: 0000 0000 7065 9901
- Nederlandse Thesaurus van Auteursnamen: 069935661
- RKD-Nederlands Instituut voor Kunstgeschiedenis: 89152
- Union List of Artist Names: 500098184
- Virtual International Authority File: 96406075
- WorldCat: E39PBJB47XJfFXCCDYfjdyhCQq